# 新潟県庁舎
新潟県庁舎（にいがたけんちょうしゃ）は、新潟県新潟市中央区新光町にある新潟県庁の建物の総称である。
行政庁舎、警察庁舎、議会庁舎、およびこれらを結ぶ回廊により構成される。

## 沿革

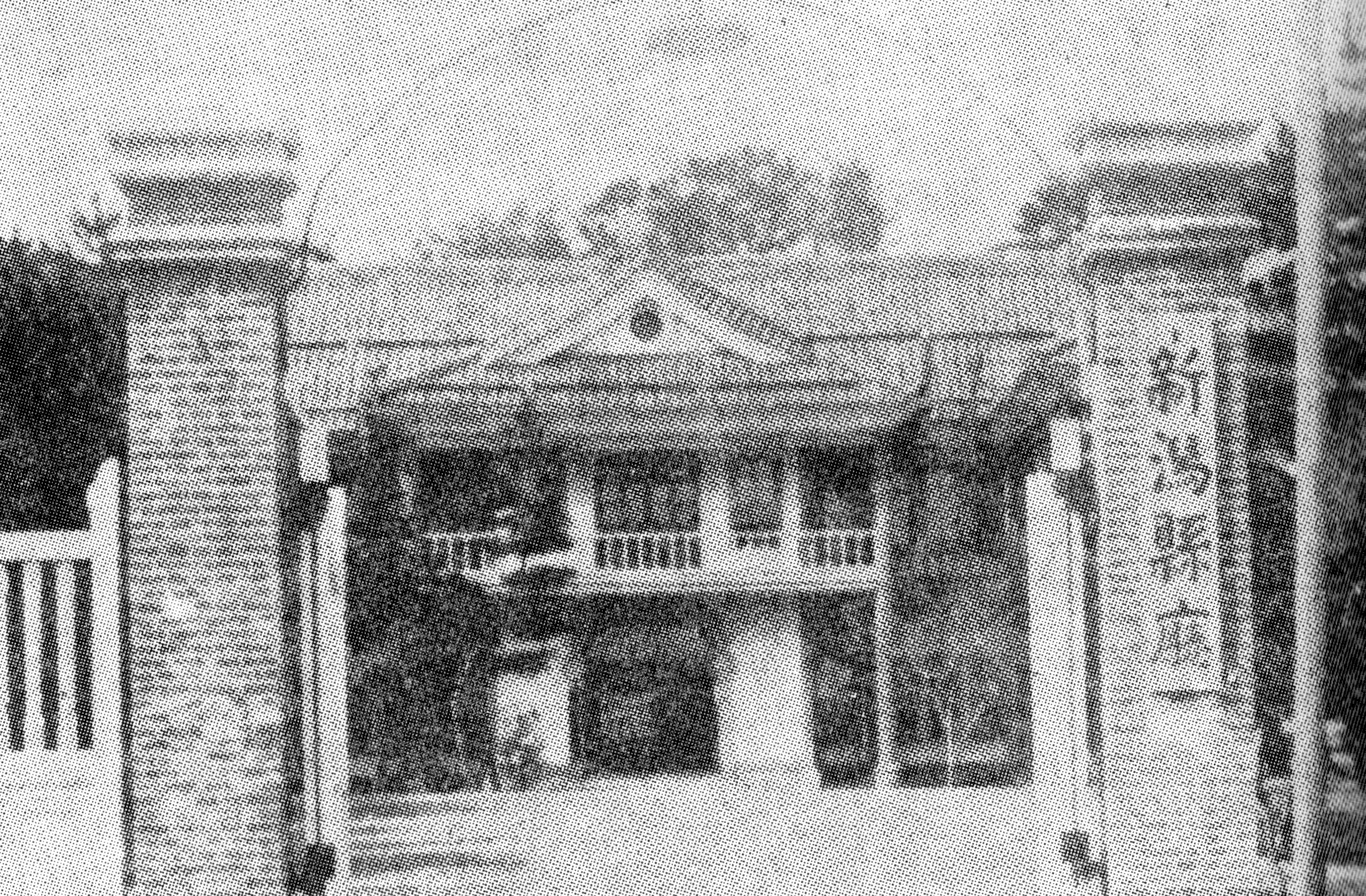
1880年竣工の新潟県庁舎

- 1870年（明治3年） - 新潟県発足に伴い、初代新潟県庁が旧新潟奉行所屋敷（現在NEXT21が立つ場所）に置かれる[2][3]。
- 1880年（明治13年） - 初代新潟県庁焼失[2][3]。同年東中通に洋風庁舎として再建[3]。
- 1932年（昭和7年） - 新潟市学校町通一番町に建築家・木子七郎の設計による新庁舎が竣工。RC造4階建。大林組施工。1階部分は荒石張りにして中央にバルコニー付ファサードを設け、両脇に翼部を張り出すデザイン。建設の総事業費は約162万円を要した。
- 1982年（昭和57年） - 先代庁舎の老朽化に伴い、新潟市新光町にて現庁舎の建設工事着工。
- 1985年（昭和60年） - 新光町に18階建の現庁舎が竣工し、移転。建設の総事業費は約345億円[1]を要した。跡地には1989年、新潟市役所本庁舎が建設される。

## 施設概要

### 行政庁舎
- 地上18階、地下1階[1]
- 高さ87.3メートル[1]
  - 18階には「展望回廊」が整備されており、市街地を一望できる。入場は無料。

（平日8:30 - 17:15、休日10:00 - 日没）
- 行政情報センター
- 新潟県交通事故相談所
- 新潟県観光協会
- 広報展示室(県内の観光に関するパンフレットのほとんどを手に入れることができる）

### 警察庁舎
入場の際は受付が必要である。
- 地上5階[1]
- 高さ24.8メートル[1]
  - 新潟県警察本部の本庁舎。

### 議会庁舎
- 地上4階[1]
- 高さ21.9メートル[1]
  - 新潟県議会の議事堂。

### 西回廊
新潟県の危機管理センターが2009年に整備された。
- 第四北越銀行県庁支店・新潟県庁支店
- 新潟県職員生活協同組合
- 新潟県庁内郵便局
- 職員食堂 - 2020年3月に閉鎖され、2021年、跡地にラーメン店がオープンした[6]。
- 喫茶室

### 東回廊
- 知事室

### ギャラリー

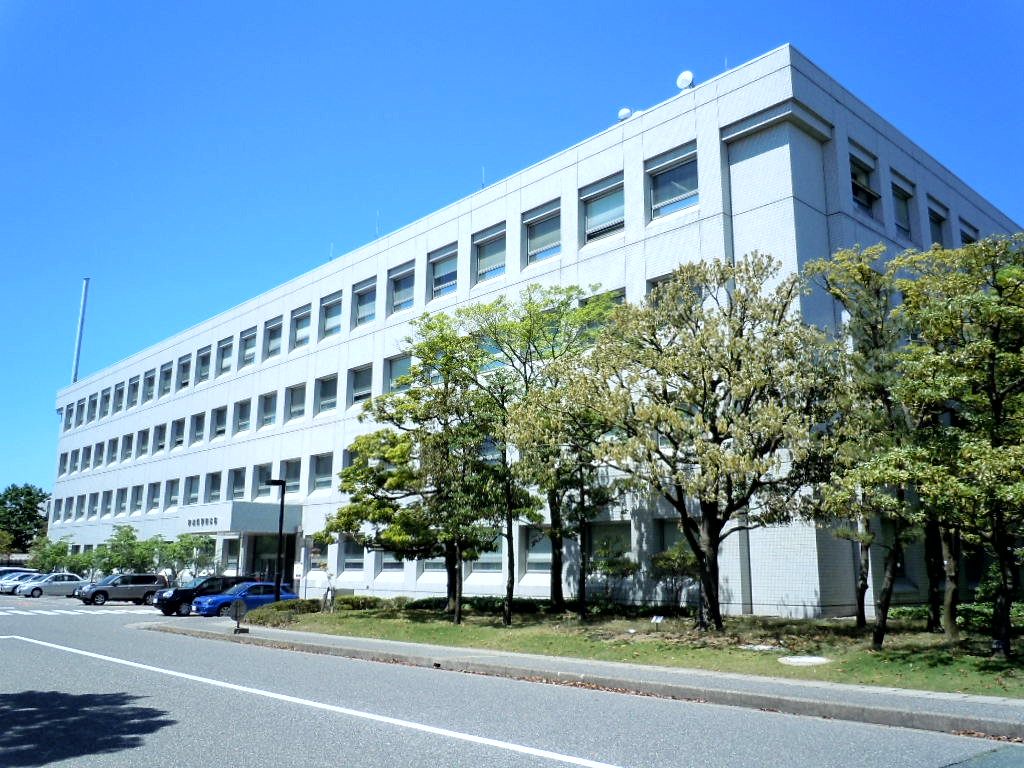
警察庁舎
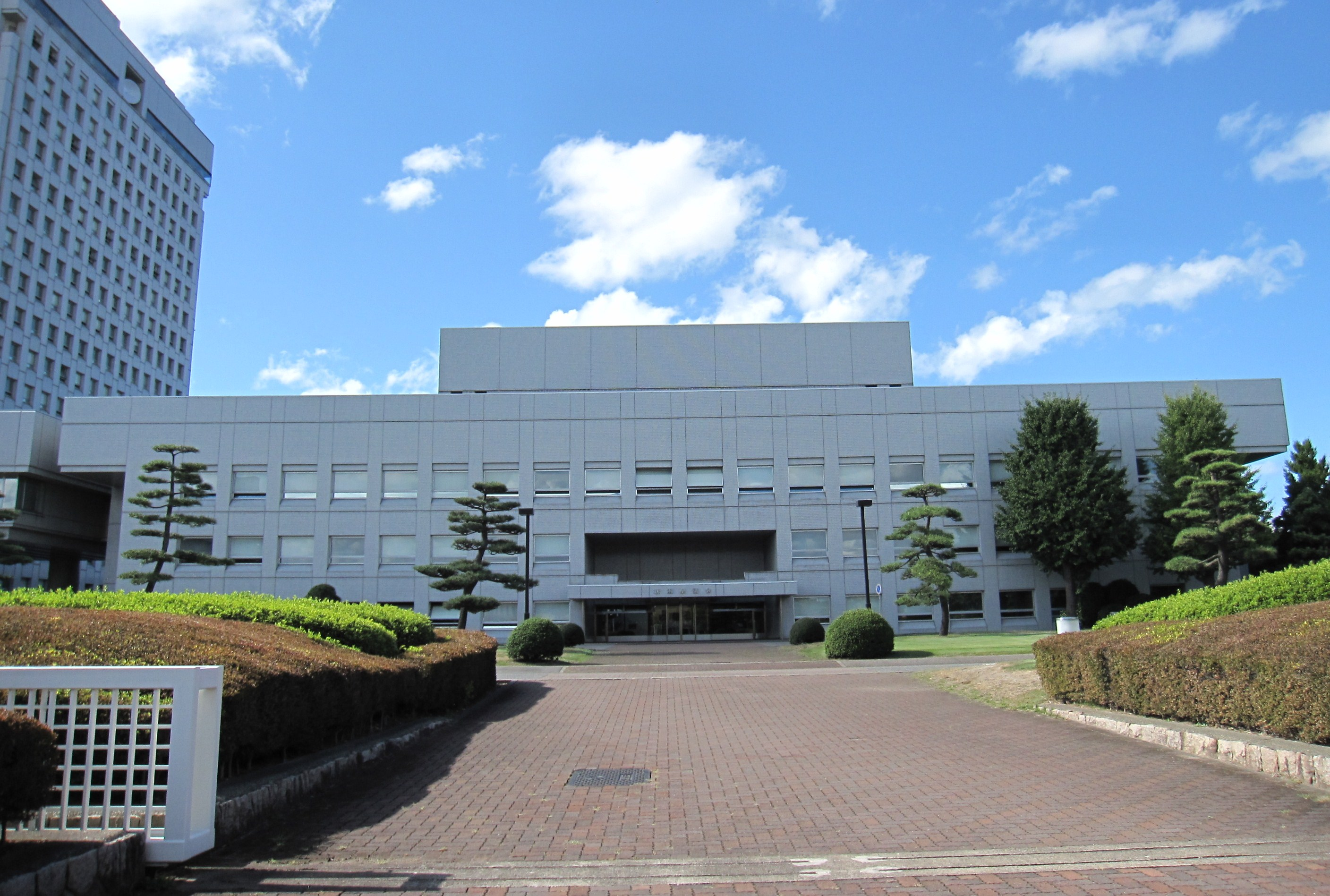
議会庁舎

## 交通アクセス
鉄道
- JR越後線 関屋駅より徒歩15～20分

バス
- 「県庁」バス停（バスバース内）、「県庁前」バス停（徒歩すぐ）、「県庁東」バス停（徒歩約3〜5分）が設けられている。主な発着路線は以下の通り。
  - 新潟交通 S2 鳥屋野線 ※新潟駅万代口発着。「県庁前」「県庁東」に停車。
  - 新潟交通 S3 水島町線 ※新潟駅万代口発着。「県庁前」「県庁東」に停車。
  - 新潟交通 C1 県庁線 ※新潟駅南口発着。「県庁」「県庁前」に停車。
  - 高速バス（ときライナー） ※県内各方面からの便は「県庁東」バス停に到着。県内各方面行きは「県庁」より発車。

※ このほか、一部時間帯において市内各方面からのモーニングライナーやW6 千歳大橋線、佐渡汽船線の一部便などが発着する。
水上バス
- 信濃川ウォーターシャトル「新潟県庁前」より徒歩5分

自家用車
- 国道8号新潟バイパス 女池ICより約10分

## その他
かつて新光町地内には日本軽金属新潟工場が所在し、越後線の信濃川橋梁南側から専用線が分岐していた。老朽化等のため1980年に新潟港東港区（新潟東港）の太郎代地内へ新築移転し（現在は分社化し日軽新潟本社工場）、その跡地が県庁舎の建設用地に充当された。なお専用線は撤去され、跡地には新潟市道信濃川右岸線が整備されている。